# Hydriomena expurgata
Hydriomena expurgata là một loài bướm đêm trong họ Geometridae.